# Esquí de fons als Jocs Olímpics d'Hivern de 1928
Als Jocs Olímpics d'Hivern de 1928 celebrats a la ciutat de Sankt Moritz (Suïssa) es disputaren dues proves d'esquí de fons, ambdues en categoria masculina. La prova de 50 quilòmetres es disputà el dia 14 de febrer i la de 18 quilòmetres el 17 de febrer de 1928 a les instal·lacions d'esquí de Sankt Moritz.

## Comitès participants
Hi participaren un total de 71 esquiadors de 15 comitès nacionals diferents. Els esquiadors d'Àustria, Canadà, Estats Units i Hongria només competiren en la prova de 18 quilòmetres.
| - Alemanya (5) - Àustria (1) - Canadà (2) - Estats Units (3) - Finlàndia (7) |  | - França (8) - Hongria (1) - Itàlia (4) - Japó (5) - Noruega (7) |  | - Polònia (4) - Suècia (6) - Suïssa (6) - Txecoslovàquia (6) - Iugoslàvia (6) |

## Resum de medalles
| Prova         | Or                   | Argent         | Bronze           |
| 18 km Detalls | Johan Grøttumsbråten | Ole Hegge      | Reidar Ødegaard  |
| 50 km Detalls | Per-Erik Hedlund     | Gustaf Jonsson | Volger Andersson |

## Medaller
| Posició | País    | Or | Argent | Bronze | Total |
| 1       | Noruega | 1  | 1      | 1      | 3     |
| 1       | Suècia  | 1  | 1      | 1      | 3     |
|         |         |    |        |        |       |
| Total   | Total   | 2  | 2      | 2      | 6     |